# Stefanie Powers
Pour les articles homonymes, voir Powers.
Stefanie Powers, nom de scène de Stefania Zofia Federkiewicz, née le 2 novembre 1942 à Hollywood en Californie, est une actrice et chanteuse américaine.
Découverte dans la série télévisée Annie, agent très spécial en 1966, elle est notamment connue du grand public pour son rôle de Jennifer Hart dans la série télévisée Pour l'amour du risque (1979–1984) avec son complice Robert Wagner, ainsi que pour la série L'Amour en héritage en 1984.

## Biographie

Stephanie Powers et Noel Harrison sur le plateau de la série Annie, agent très spécial.

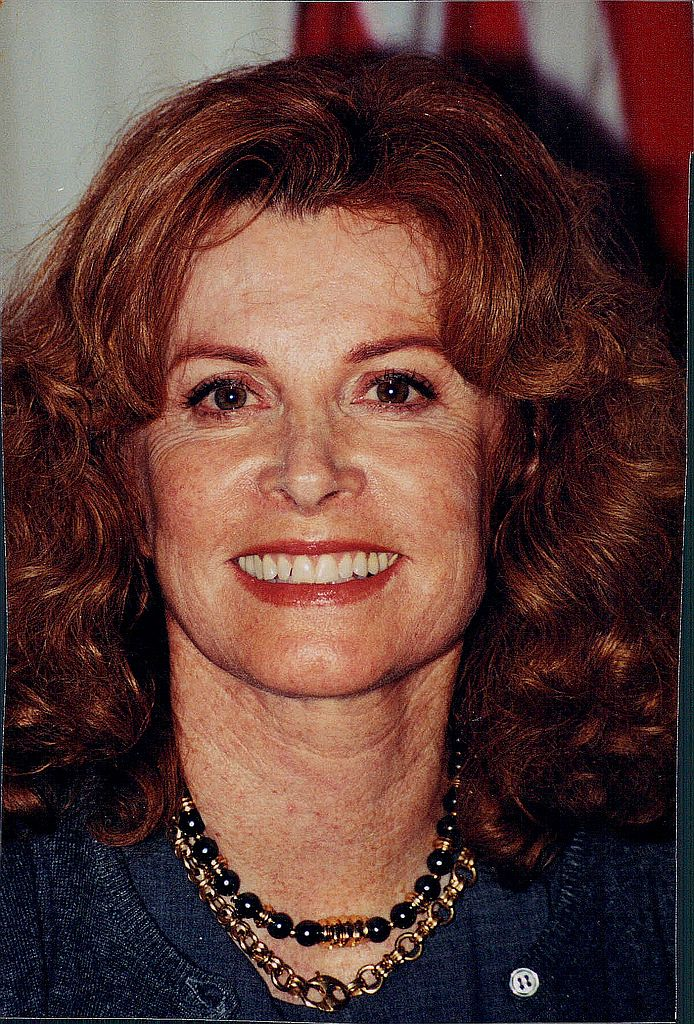
Stefanie Powers en 1998.

### Débuts
Stéfanie Powers est la fille de Morrison Bloomfield Paul (1909–1993) et de Julianna Dimitria Golan (1912-2009). Ses parents divorcent durant son enfance. Son père, né à Montréal dans une famille d'immigrants juifs de l'Europe de l'Est, était directeur de la photographie. Stéfanie n'avait plus de liens avec son père qu'elle ne mentionne pas dans ses mémoires One from the Heart. Elle est restée proche toute sa vie de sa mère Julianna, née dans une ferme près de Middletown (état de New York), de parents catholiques d'origine polonaise.
Elle a fait ses études au Hollywood High School dans la même classe que Linda Evanset Nancy Sinatra. Elle obtient son diplôme en juin 1958.
La même année, à l'âge de seize ans, elle signe un contrat avec Columbia Pictures. Elle tourne son premier téléfilm, Now is tomorrow sous la direction de Irvin Kershner.

### Carrière
Stefanie Powers est d'abord pressentie en 1961 pour le rôle de Velma dans West Side Story mais le réalisateur lui préfère Carole d'Andrea. Deux ans plus tard, elle obtient un rôle important dans Le Grand McLintock.
Stefanie Powers se fait connaître du grand public en 1966, avec son rôle de April Dancer dans la série télévisée Annie, agent très spécial (The Girl from U.N.C.L.E), aux côtés de l'acteur Noel Harrison. Il s'agit d'une série dérivée de Des agents très spéciaux.
Après s'être consacrée au cinéma, où elle tourne notamment Le Nouvel Amour de Coccinelle, elle joue les vedettes invitées dans de nombreuses séries des années 60-70 telles Cannon, Banacek, Le Sixième Sens , Les Rues de San Francisco , Kung Fu, Super Jaimie ou encore L'Homme qui valait trois milliards.
On la remarque aussi dans les années soixante-dix dans des téléfilms comme L'Homme de papier (Paper Man), Sans issue ou encore Sky Heist.
Elle obtient ensuite un très grand succès avec le rôle de Jennifer Hart dans la série Pour l'amour du risque (1979-1984) avec son complice Robert Wagner. Stefanie Powers a obtenu le rôle de Jennifer Hart devançant deux concurrentes pressenties : Lindsay Wagner et Suzanne Pleshette.
En 1984, elle joue le rôle de Maggie Lunel dans la série L'Amour en héritage, aux côtés de Stacy Keach, Lee Remick, Stéphane Audran, Philippine Leroy-Beaulieu.
Elle a notamment joué dans The Artist's Wife (projeté dans des festivals aux États-Unis en 2019), ou donné la réplique à Harry Hamlin au théâtre, la même année, dans la pièce One November Yankee.
En 2020, elle en est toujours la présidente très investie de sa fondation, et partage sa vie entre le Kenya, Londres et Los Angeles, où elle revient ponctuellement effectuer son métier d'actrice.
Au cours d'une interview accordée en 2015, l'actrice révèle avoir été sollicitée pour revenir dans un remake de la série Pour l'amour du risque : « On me l'a proposé plusieurs fois, mais j'ai refusé. Aujourd'hui, j'ai une autre vie, j'ai tourné la page. Et puis je préférerais imaginer le remake d'une autre série de ma filmographie : Annie, agent très spécial. C'était le premier feuilleton avec une femme en vedette ! ».
Elle possède une étoile sur le Walk of Fame d'Hollywood Boulevard

### Autres activités
Le 13 novembre 2011, Stefanie Powers participe au jeu télévisé I'm a Celebrity... Get Me Out of Here! 11 sur ITV. Le 24 novembre, elle est éliminée de la compétition.[réf. souhaitée]

### Vie privée
En 1966, Stefanie Powers épouse l'acteur Gary Lockwood. Entre 1974 et jusqu’en 1981, elle vit avec l'acteur William Holden, qu'elle refuse à trois reprises d'épouser. L'acteur lui fait découvrir le Kenya, où il possède un ranch. À sa mort, elle décide de créer sur ces terres une fondation destinée à l'éducation, à l'environnement et au développement durable.
Elle se marie ensuite au Français Patrick Houitte de la Chesnais. Elle habite régulièrement dans le domaine de celui-ci, au nord de Mâcon, en Saône-et-Loire. Ils divorcent en 1999.[réf. nécessaire]
En janvier 2009, peu de temps après le décès de sa mère dont elle était très proche, elle se fait opérer d'un cancer du poumon.[réf. nécessaire]

## Filmographie

### Cinéma
- 1961 : Les Lycéennes (Tammy Tell Me True) de Harry Keller : Kay
- 1961 : Like Father, Like Son de Tom Laughlin : Ginny Miller
- 1962 : Allô... brigade spéciale (Experiment in Terror) de Blake Edwards : Toby Sherwood
- 1962 : Les Internes (The Interns) de David Swift : Nurse Gloria Mead
- 1962 : Un mari en laisse (If a Man Answers) de Henry Levin : Tina
- 1963 : Les dingues sont lâchés  de Norman Taurog : Bunny Dixon
- 1963 : Le Grand McLintock de Andrew V. McLaglen : Rebecca McLintock
- 1964 : Les Nouveaux Internes (The New Interns) de John Rich : Gloria Worship née Mead
- 1965 : Fanatic de Silvio Narizzano : Patricia Carroll
- 1965 : L'amour a plusieurs visages (Loves has many faces) de Alexander Singer : Carol Lambert
- 1966 : La Diligence vers l'Ouest (Stagecoach) de Gordon Douglas : Mme Lucy Mallory
- 1967 : La Nuit des assassins (Warning Shot) de Buzz Kulik : Liz Thayer
- 1970 : Les boatniks - Du vent dans les voiles (The Boatniks) de Norman Tokar : Kate
- 1970 : Le Mannequin défiguré (Crescendo) de Alan Gibson : Susan Roberts
- 1972 : La Chevauchée des sept mercenaires (The Magnificent Seven Ride) de George McCowan : Miss Laurie Gunn
- 1974 : Le Nouvel Amour de Coccinelle (Herbie Rides Again) de Robert Stevenson : Nicole Harris
- 1975 : It Seemed Like a Good Idea at the Time (en) de John Trent (en) : Georgina
- 1975 : Gone with the West (en) de Bernard Girard : Little Moon
- 1976 : L'Étrangleur invisible (The Astral Factor) : Candy Barrett
- 1979 : Bons Baisers d'Athènes (Escape to Athena) de George Cosmatos : Dottie Del Mar
- 2006 : Rabbit Fever de Ian Denyer : la mère de Georgia
- 2007 : Jump (Jump!) de de Joshua Sinclair : Katherine Wilkins
- 2019 : The Artist's wife de Tom Dolby : Ada Risi

### Télévision

#### Téléfilm
- 1958 : Now is tomorrow (téléfilm)
- 1969 : Holly Golightly (téléfilm) : Holly Golightly
- 1971 : Five Desperate Women (téléfilm) : Gloria
- 1971 : Sweet, Sweet Rachel (téléfilm) : Rachel Stanton
- 1971 : L'Homme de papier (Paper Man) (téléfilm) : Karen McMillan
- 1971 : Ellery Queen: Don't Look Behind You (téléfilm) : Celeste
- 1972 : Les deux maris de Rozaline (Hardcase) (téléfilm) : Rozaline
- 1972 : Sans issue (No place to run) (téléfilm) : Bonnie Howard
- 1973 : Le Retour de Topper (Topper Returns) (téléfilm) : Marian Kerby
- 1974 : Six colts et un coffre (en) (Shootout in a One-dog Town) (téléfilm) : Letty Crandell
- 1974 : Panique dans le téléphérique (Skyway to Death) (téléfilm) : Nancy Sorenson
- 1974 : Night Games (téléfilm) : Mrs. Pauline Hannigen
- 1975 : Sky Heist (téléfilm) : Terry Hardings
- 1976 : The Man Inside (téléfilm) : Ann
- 1976 : Return to Earth (téléfilm) : Marianne
- 1977 : Never Con a Killer (téléfilm) : Toni 'Feather' Danton
- 1977 : The Man Inside (téléfilm) : Ann
- 1978 : Nowhere to Run (téléfilm) : Marian Adams
- 1978 : L'Affaire Peter Reilly (A Death in Canaan) (téléfilm) : Joan Barthel
- 1984 : Family Secrets (téléfilm) : Jessie Calloway
- 1985 : Prête-moi ta vie (Deceptions) (téléfilm) : Sabrina Longworth/Stephanie Roberts
- 1986 : Maggie (téléfilm) : Maggie Webb
- 1987 : At Mother's Request (téléfilm) : Frances Schreuder
- 1988 : L'Aventurière du bout du monde (Beryl Markkam: A Shadow on the Sun) (téléfilm) : Beryl Clutterbuck Markham
- 1988 : She Was Marked for Murder (téléfilm) : Elena Forrester Chandler
- 1989 : Love and Betrayal (téléfilm) : Caroline Landry
- 1990 : When Will I Be Loved? (téléfilm) : Maxie Howard
- 1992 : The Burden of Proof (téléfilm) : Helen Dudak
- 1993 : Nuit sauvage (Survive the Night) (téléfilm) : Victoria
- 1993 : Hart to Hart Returns (téléfilm) : Jennifer Hart
- 1994 : Hart to Hart: Home is Where The Hart Is (téléfilm) : Jennifer Hart
- 1994 : Hart to Hart: Old Friends Never Die (téléfilm) : Jennifer Hart
- 1994 : Hart to Hart: Crimes of the Hart (téléfilm) : Jennifer Hart
- 1994 : Good King Wenceslas (téléfilm) : La reine
- 1995 : Hart to Hart: Two Hearts in 3/4 Time (téléfilm) : Jennifer Hart
- 1995 : Hart to Hart: Secrets of the Heart (téléfilm) : Jennifer Hart
- 1996 : Hart to Hart: Till Death Do Us Hart (téléfilm) : Jennifer Hart
- 1996 : Hart to Hart: Harts in High Season (téléfilm) : Jennifer Hart
- 2000 : Quelque chose demeure ici (Someone Is Watching) (téléfilm) : Michelle Dupre
- 2010 : Lettres à un soldat (Meet My Mom) (téléfilm) : Louise Metcalf
- 2013 : Le Rôle de sa vie (Reading Writing & Romance) : Brenda
- 2014 : Mariée avant le printemps (Ring by Spring) : Madame Rue
- 2015 : L'amour au fil des pages (Love by the book) : Marilyn

#### Séries télévisées
- 1960 : The case of the dangerous Robin (épisode : The nightmare)
- 1961 : The Ann Sothern show (épisode : Mr. Big shot) : Mary ANN
- 1961 : Lock Up (série télévisée) : Mandy Adams
- 1961 : Bat Masterson (série télévisée) : Ann Elkins
- 1963 : Vacation Playhouse épisode : Swingin' Together) : Linda Craig
- 1963 : Bonanza (série télévisée) : Martha Jane 'Calamity Jane' Canary
- 1963 : Route 66 (série télévisée) : Julie
- 1966 - 1967 : Annie, agent très spécial (The Girl from U.NC.L.E.) (série télévisée) : April Dancer
- 1967 : Ne mangez pas les marguerites (Please Don't Eat the Daisies) (série télévisée) : April Dancer
- 1968 : Journey to Unknown (série télévisée) : Jane Brown/Jane Glenville
- 1969 : Ranch L (Lancer) (série télévisée) : Moira McGloin / Zee
- 1970 : Opération vol (It Takes a Thief) (série télévisée) : Mona
- 1970, 1971 et 1973 : Médecins d'aujourd'hui (Medical Center) (série télévisée) : Lisa Montague / Marcy / Aggie / Valerie Egan
- 1972 : Sur la piste du crime (épisode : The buyer) : Connie Sherill
- 1972-1972 : Love, American style 5 épisodes : Helen/Betty
- 1971 et 1973 : Un shérif à New York (McCloud) (série télévisée) : Jackie Dawn / Samantha Johnson
- 1972 : Owen Marshall, Counselor at Law (série télévisée) : Beth Whitaker
- 1972 : Banacek (série télévisée) : Angie Ives
- 1972 : La Nouvelle Équipe (The Mod Squad) (série télévisée) : Francie Drago
- 1972 : Search (série télévisée) : Jill Davenport
- 1972 : The Bold Ones: The New Doctors (épisode : A substitute womb) : Julie Garner
- 1972 : Le Sixième Sens (The Sixth Sense) (série télévisée) : Jean Ames / Paula Norris
- 1972 et 1974 : Cannon (série télévisée) : Kelly Prentice / Renee Stubber
- 1972 et 1975 : Les Rues de San Francisco (The Streets of San Francisco) (série télévisée) : Rita King / Toni Craig/Kim Ahern
- 1973 : Barnaby Jones (série télévisée) : Sharon Renford / Claire Atkens
- 1973 : Docteur Marcus Welby (Marcus Welby M.D.) (série télévisée) : Kelly Green
- 1974 : Harry O (série télévisée) : Fay Conners
- 1974 : Petrocelli (série télévisée) : Jean/Ellen Carter
- 1974 : Kodiak (en) (série télévisée) : Helen
- 1974 : Kung Fu (série télévisée) : Edna
- 1974 : The Rookies (série télévisée) : Edie Falvey
- 1974 : Le Justicier (Manhunter) : Ann Louise Hovis
- 1974 : Dr. Simon Locke (épisode : Angel in white) : Lynn Gunther
- 1974 et 1977 : McMillan (McMillan & Wife) (série télévisée) : DA Stephanie Bryant / Rachel Webley
- 1975 : Three for the road (épisode : The Ghost Story) : Paula
- 1975 : Deux cent dollars plus les frais (The Rockford Files) (série télévisée) : Christine Dusseau
- 1976 : Super Jaimie (série télévisée) : Shalon
- 1976 : L'Homme qui valait trois milliards (The Six Million Dollar Man) (série télévisée) : Shalon
- 1976 : Berth d'Angelo/Superstar (épisode : Cops Who Sleep Together) : Jessie
- 1976-1977 : The Feather and Father Gang (série télévisée) : Toni 'Feather' Danton
- 1977 : Intrigues à la Maison Blanche (Washington: Behind Closed Doors) (série télévisée) : Sally Wahlen
- 1979-1984 : Pour l'amour du risque (Hart to Hart) (série télévisée) : Jennifer Hart
- 1984 : L'Amour en héritage de Douglas Hickox / Kevin Connor : Maggie Lunel
- 1985 : Les Dessous d'Hollywood (Hollywood Wives) (série télévisée) : Montana Gray
- 1995 : Cybill (série télévisée) : Jennifer Hart
- 1995 : Women of the house (épisode : Women in film) : elle-même
- 2001 : Doctors (série télévisée) : Jane Powers
- 2001 : What About Joan (série télévisée) : Marie Evans
- 2011 : I'm a Celebrity... Get Me Out of Here! 11 (télé réalité) : Elle-même
- 2021 : On the Verge (série télévisée) (épisodes : The Human condition/Fresh) : Sandra

Cet article est partiellement traduit du Wikipédia américain.